# Levi Ankeny
Levi Ankeny (St. Joseph, 1844. augusztus 1. – Walla Walla, 1921. március 29.) az Amerikai Egyesült Államok szenátora (Washington, 1903–1909).